# Calvados (napój alkoholowy)

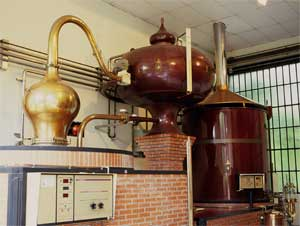
Destylarnia calvadosu.

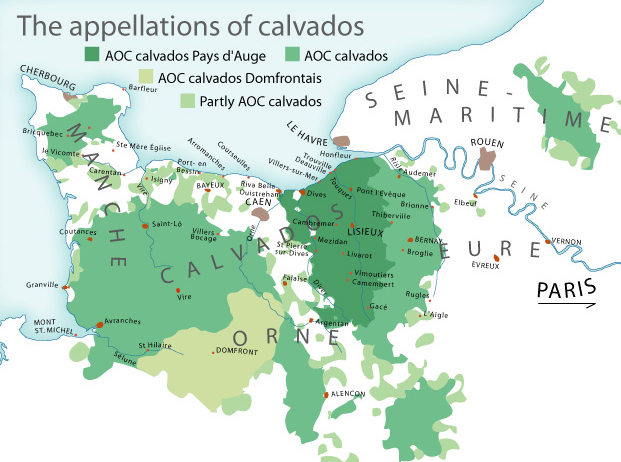
AOC calvadosu ustalony w 1942 r.

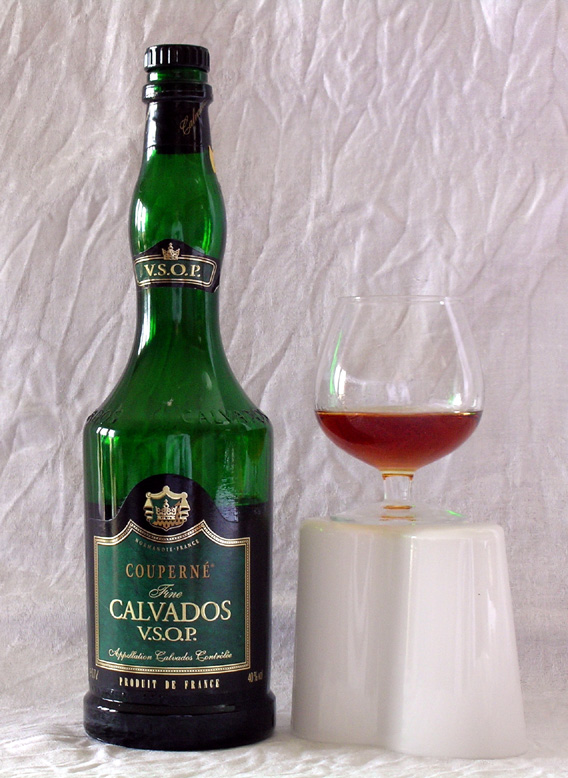
Calvados.

Calvados (pol. kalwados) – napój alkoholowy (winiak francuski), odznaczający się wytrawnym smakiem owocowym (jabłkowym) i charakterystycznym jabłkowym bukietem. Wyrabiany jest głównie w departamencie Calvados w Normandii poprzez destylację cydru.
Istnieje 230 odmian jabłek oraz 139 odmian gruszek, z których można go wyprodukować. W procesie produkcji używa się techniki pojedynczej lub podwójnej destylacji. Destyluje się go dwukrotnie metodą alembikową lub kolumnową, a następnie przelewa do dębowych beczek. Aby alkohol mógł nazywać się calvadosem musi spędzić w beczce przynajmniej 2,5 roku. W niej dojrzewa, a jego smak i aromat nabierają głębi oraz złożoności. Starszy trunek odznacza się bardziej interesującym, wielopoziomowym smakiem. Napój jest butelkowany o mocy mieszczącej się w przedziale pomiędzy 40% a 50% alkoholu.
Calvadosy można dzielić ze względu na wiek (liczbę lat przeleżanych w beczce). Na tej podstawie na etykietach widnieją oznaczenia. Young oznacza calvados, który był starzony przez przynajmniej 2 lata, Reserve – minimum 3 lata, Vieille Reserve – co najmniej 4, natomiast Extra – powyżej 6 lat (przeważnie 10–15 lat).
Calvados uzyskał kontrolowane oznaczenie pochodzenia (AOC) w 1942 r. Po uproszczeniu nazw w 1984 r., według obszarów geograficznych produkcji ściśle określonych przez Narodowy Instytut Pochodzenia i Jakości (INAO), wyróżnia się trzy:
- Calvados (74% całkowitej produkcji) – pochodzący z pojedynczej lub podwójnej destylacji z normandzkiego cydru z większości obszaru Dolnej Normandii (z wyłączeniem krainy Campagne de Saint-André) i z krainy Pays de Bray;
- Calvados du pays d’Auge (25% całkowitej produkcji) – pochodzący z podwójnej destylacji normandzkiego cydru z Pays d'Auge (krainy, zlokalizowanej w departamentach Calvados i Orne oraz zachodniej części departamentu Eure);
- Calvados domfrontais (1% całkowitej produkcji, AOC uzyskany w 1997 r.) – pochodzący z normandzkiego cydru i co najmniej w 30% z gruszecznika, z Domfrontais (krainy w południowo-zachodniej części departamentu Orne), przy czym pojedyncza lub podwójna destylacja jest przeprowadzana w destylatorze kolumnowym, a leżakowanie w dębowych beczkach trwa co najmniej 3 lata.

## Nazwa
Etymologia nazwy tego alkoholu jest nadal przedmiotem dyskusji, najbardziej prawdopodobnym jest założenie, że pochodzi ona od nazwy skalistego i abrazyjnego normandzkiego wybrzeża – les Rochers du Calvados, od którego z czasem nazwano cały departament. Nazwa „calvados” – podobnie jak nazwy koniak i armagnac – jest prawnie zastrzeżona i dostępna tylko dla produktów z Normandii, dlatego też produkowane np. w Polsce wypalanki jabłkowe noszą nazwy wódek w typie calvadosu. Do najbardziej popularnych należą wódki „Złota jesień” oraz „Złota reneta”, będące mieszankami destylatu jabłecznego ze spirytusem zbożowym lub ziemniaczanym.

## Historia
Początków historii calvadosu upatrywać można na początku XVI wieku, gdy zaczął być wytwarzany przez normandzkich rolników. W 1553 r. lord Gilles Picot pisał o jego produkcji po pojawieniu się nowych odmian jabłek. Około pięćdziesięciu lat później założono pierwszy cech zrzeszający producentów tego trunku. Normandia słynęła z doskonałego cydru, zaś calvados uważano za trunek klasy robotniczej. Pod koniec XIX wieku nie sięgnęły go konsekwencje wybuchu filoksery, pustoszącej winnice Normandii, przez co stał się cenioną alternatywą dla innych alkoholi. Za jego rozsławienie w XX wieku odpowiadali również amerykańscy żołnierze stacjonujący we Francji, którzy otrzymywali od mieszkańców prezenty w postaci butelek tego alkoholu, w ramach wdzięczności za wyzwolenie kraju. W XXI w. eksportuje się ponad 50% produkcji calvadosu.

## Spożywanie i właściwości
Odleżakowany calvados jest ceniony we Francji na równi z koniakiem i traktowany jako lekarstwo na trawienie lub pobudzenie apetytu. Jest spożywany zarówno jako aperitif, by zaostrzyć apetyt przed posiłkiem, jak i w trakcie lub po posiłku, aby wspomóc proces trawienia. Calvados powinien być podawany w temperaturze pokojowej, w niewielkim kieliszku w kształcie tulipana na lekko wydłużonej nóżce, by umożliwić trunkowi jak najlepsze skoncentrowanie aromatu.
Ze spożywaniem calvadosu dla trawienia wiąże się gastronomiczny zwyczaj trou normand.

## Nawiązania w literaturze
Był to ulubiony napój alkoholowy głównych bohaterów (Joanny i Ravica) powieści Łuk Triumfalny autorstwa E.M. Remarque’a. Piosenka Wojciecha Młynarskiego Bohaterowie Remarque'a zawiera stwierdzenie:

Calvados to coś więcej niż trunek – to sposób bycia.

Amatorem calvadosu był również bohater cyklu powieści G. Simenona – paryski komisarz Jules Maigret.